# أخلاق المهنة

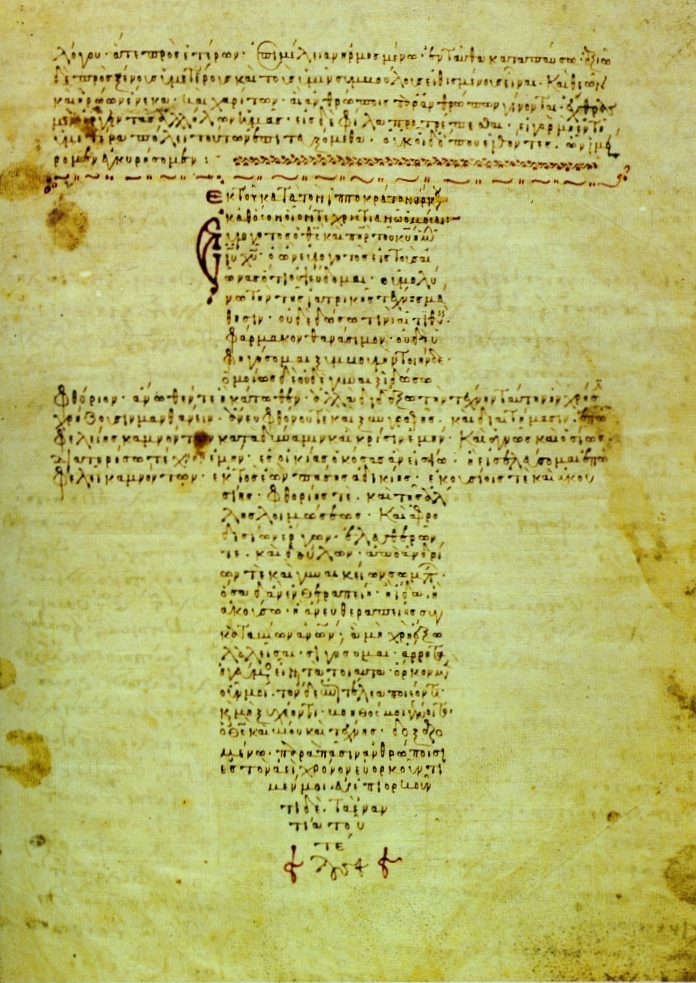

أخلاق المهنة أو آداب المهنة (بالإنجليزية: Professional Ethics) هي مجموعة من القواعد والآداب السلوكية والأخلاقية التي يجب أن تصاحب الإنسان المحترف في مهنته تجاه عمله، وتجاه المجتمع ككل، وتجاه نفسه وذاته. حيث يُعرف البعض السلوكيات والآداب(بالإنجليزية: Ethics) بصفة عامة بأنها عبارة عن تفكير منهجي يتعلق بالتبعات الأخلاقية للقرارات التي يتم إتخاذها، ويمكن وضع هذه التبعات في إطار حدوث ضرر أو أذى معين لمن يتعلق بهم هذه القرارات، ويعرفها الآخرون بأنها معايير قياسية للسلوك الأخلاقي، أي السلوك المقبول من المجتمع في إطار الصواب مقابل الخطأ.
أما توضيح المقصود بسلوكيات أو آداب المهنة تحديداً فيقتضي تفهم أن «العمل المهني» له مفهوم أوسع كثيراً من مفهوم الأداء الوظيفي، فهو يتطلب قيام الإنسان بأداء التزامات معينة تجاه عدة أطراف، وليس فقط استيفاء الحد الأدنى الموكل إليه من أعمال من قبل رؤسائه، يقوم بها بشكل آلي، ثم يذهب إلى منزله في نهاية اليوم ويأخذ أجره المستحق في نهاية الشهر. إن هذا الآداء، على الرغم من أهمية القيام به على الوجه الأكمل، وبأفضل صورة فنية ممكنة في إطار الحصيلة العلمية التي اكتسبها الفرد أثناء سنوات دراسته، وكذلك الخبرة العملية التي تتراكم لديه مع تقدم الزمن، يمكن أن يدخل في إطار العمل الحرفي أو الوظيفي. ولكن إذا اعتبر الإنسان أن ملكاته تنحصر في هذه القدرات الفنية وحسب، فإن ذلك يُعد نقصاً في إنسانيته.
إن أخلاقيات المهنة هي فئة فرعية من منظومة الأخلاق بصفة عامة، والممارس لمهنة معينة يواجه أنواعاً خاصة من المشكلات ذات الطبيعة الأخلاقية، يتعين عليه أن يتعلم كيف يواجهها بشكل منهجي، ولا يعينه بالضرورة تدريبه ومعرفته بالمنظومة الأخلاقية للأشخاص العاديين على مواجهة مثل هذه المشكلات واتخاذ القرارات المناسبة لها. ومن أمثلة الأعمال والمواقف التي قد يواجهها المهندسون مثلاً، والتي يمكن وضعها في إطار الأعمال غير الأخلاقية، والتي لا تتوافق مع الآداب العامة المقبولة للممارسة المهنية:
- الحصول على أعمال بطرق غير أخلاقية مثل الرشوة والمحسوبية والافتئات على حقوق زملاء آخرين في القيام بهذه الأعمال.
- الحصول على أعمال بأتعاب متدنية للغاية تحت ضغط التنافس، مما يترتب عليه تقديم خدمة ذات مستوى متواضع على أقل تقدير.
- تضارب المصالح بين العملاء (العمل كاستشاري للمالك والمقاول في نفس الوقت مثلاً)
- التغاضي عن الآثار الجانبية المدمرة للبيئة أو الضارة بالمجتمع عند تصميم وتنفيذ المشروعات الهندسية.

وقد أظهرت بعض استطلاعات الرأي بين المهنيين في دول الغرب أن أهم الأمور الأخلاقية التي تسبب مشكلات أمامهم عند ممارسة المهنة طبقاً لمعدلات تكراراها، هي تضارب المصالح، وتقديم الهدايا للحصول على منافع، والتحرش الجنسي بالمرؤوسين.